# Can Gabriel (Olot)
Can Gabriel és un edifici d'Olot (Garrotxa) que forma part de l'Inventari del Patrimoni Arquitectònic de Catalunya.

## Descripció
Avui dia únicament resta una gran porta dovellada del gran casal que en el seu dia hi havia a la plaça de la font del Conill. Damunt la dovella central es pot veure la data: 1666, que segurament correspon a l'any que es varen acabar les obres de restauració del casal. Així mateix hi ha un escut, partit en tres departaments, on hi figuren un conill, un arbre i un estel i al damunt un cas que el corona. En consideració als motius heràldics esculpits, hi va ser afegit posteriorment.

## Història
Va ser el vell casal familiar de l'escultor banyolí Vicenç Falcó i Conill. Apareix en capbrevacions de començaments del segle xvii, per això suposa que la data de 1666 és d'una restauració. Vicenç Falcó va néixer a Banyoles l'any 1654 i és l'autor del retaule de la capella dels Dolors de Sant Vicenç de Besalú, encara que la Pietat del cambril és obra de Ramon Andreu.